# Theodor Ehl
Theodor Ehl (ur. 19 kwietnia 1876 w Opolu, zm. 27 lutego 1946 w Halle) – architekt i budowniczy, autor realizacji wielu budynków kościelnych i publicznych na Górnym Śląsku.

## Biografia
Studiował architekturę i budownictwo w Królewskiej Szkole Rzemiosł Budowlanych we Wrocławiu oraz na politechnice w Berlinie-Charlottenburgu. Po ukończeniu studiów uzyskał zatrudnienie w biurach projektowych Wilhelma Trosta w Szczecinie oraz Felixa Henry’ego we Wrocławiu. W 1907 roku, we Wrocławiu, brał udział w konkursie na budynki mieszkalne i wypoczynkowe (Wohn- und Logierhäuser in Landeck und Reinerz), gdzie uzyskał tytuł laureata. Wysłane projekty uważa się za wykazujące wpływ Hansa Poelziga.
W 1912 roku zamieszkał w Bytomiu i rozpoczął samodzielną działalność, którą prowadził do drugiej wojny światowej. Po jej zakończeniu został wysiedlony z Bytomia. Osiadł w miejscowości Halle, gdzie zmarł 27 lutego 1946 roku.

## Twórczość
Styl twórczości Ehla ewoluował od form neobarokowych do nowoczesnych rozwiązań modernistycznych. Do niektórych jego realizacji należą:
- Kościół Bożego Ciała w Bytomiu (Miechowice)[1], 1914-1917
- Kościół Nawiedzenia NMP w Łomnicy[1], 1916-1917
- Kościół św. Antoniego w Luboszycach[1], 1918-1920
- Kościół św. Jadwigi w Ziemięcicach, 1926-1927[4]
- Szpital Spółki Brackiej w Rokitnicy, 1926-1928[5]
- ratusz w Rokitnicy, 1927-1928[5]
- Kościół św. Józefa w Bytomiu (Dąbrowa Miejska), 1927-1928 (rozebrany)[6]
- nadzór budowlany kościoła św. Barbary w Bytomiu (proj. Arthur Kickton), 1928-1930[7]
- Kościół św. Marcina w Paczynie, 1931[8]
- Kościół św. Teresy w Zabrzu (Mikulczyce), 1932-1933[5]